# Organisch zuur
Een organisch zuur is een organische verbinding die in staat is om onder bepaalde reactieomstandigheden een proton (H+) af te staan en over te dragen op een andere chemische component. Dit treedt hoofdzakelijk op in een bepaald oplosmiddel, zoals water of een ander protisch oplosmiddel. In water wordt het hydroxonium-ion gevormd in een evenwichtsreactie:
{\displaystyle \mathrm {RXH\ +\ H_{2}O\ \rightleftharpoons \ RX^{-}\ +\ H_{3}O^{+}} }
Vaak wordt het begrip organisch zuur met carbonzuur verwisseld. Dat is niet correct, omdat een carbonzuur een specifiek organisch zuur is. Tot de organische zuren behoren onder meer alcoholen, sulfonzuren en zelfs koolwaterstoffen. In feite moet ieder waterstof in een organische verbinding gezien worden als een potentieel afsplitsbaar proton. Het gemak waarmee dit gebeurt wordt weerspiegeld door de zuurconstante of pKa. Hoe hoger deze zuurconstante, des te moeilijker het proton wordt afgeplitst. Een carbonzuur heeft typisch een pKa van 5, terwijl dat voor een alcohol rond de 15 ligt. Waterstoffen van alkanen bezitten de hoogst mogelijke pKa: 50 tot 55. Daarnaast is ook het definiëren van het oplosmiddel waarin de protolyse plaatsgrijpt van essentieel belang. Als voorbeeld kan zoutzuur (HCl) genomen worden: dit is een sterk zuur, maar enkel in een protisch oplosmiddel (zoals water). Wanneer zoutzuur in benzeen wordt gebracht, zal het nauwelijks een proton afstaan. Zoutzuur gedraagt zich hier dus als een extreem zwak zuur.

## Klassen
De organische zuren worden in verschillende klassen onderverdeeld, al naargelang overeenkomstige structurele kenmerken en zuursterkte.

### Carbonzuren
Carbonzuren zijn in de regel de belangrijkste en meest voor de hand liggende organische zuren. Hun zuursterkte hangt af van de stabiliteit van het na deprotonering gevormde carboxylaat-anion. Hoe beter de negatieve lading wordt gestabiliseerd, des te zuurder het proton dat wordt afgesplitst en des te lager de pKa-waarde. Een voorbeeld is het verschil in zuursterkte tussen azijnzuur (pKa = 4,75) en trifluorazijnzuur (pKa = 0,23). Het inductief effect van de elektronenzuigende trifluormethylgroep en het polarisatie-effect zijn hier debet aan.
Carbonzuren met 1 tot 3 koolstofatomen (mierenzuur, azijnzuur en propionzuur) hebben een kenmerkende, indringende en prikkelende geur. Ze zijn bovendien corrosief en veroorzaken irritatie indien ze in contact komen met de huid of de ogen. Ze zijn ook goed oplosbaar in water. Carbonzuren met 4 tot 9 koolstofatomen hebben veelal een ranzige geur (bijvoorbeeld boterzuur). Carbonzuren met 10 of meer koolstofatomen zijn reukloos en eerder wasachtig (vetzuren). De kleinere carbonzuren zijn vloeibaar.

### Alcoholen, fenolen en enolen
Niet-gefunctionaliseerde alcoholen (alkanolen) bezitten een lage zuursterkte. De pKa ervan schommelt rond de 15 (15,5 voor methanol). Aromatische alcoholen, zoals fenol en naftol, zijn intrinsiek sterkere zuren. Hier ligt de oorzaak in de stabilisatie van de negatieve lading in de aromatische ring. Fenol heeft een pKa van 9,9 en is daarmee zo'n 100.000 keer sterker dan methanol. Wanneer fenol daarenboven gesubstitueerd is met inductief zuigende groepen (zoals een nitrogroep), dan stijgt de zuursterkte nog meer. Zo bedraagt de pKa van picrinezuur 0,38. Het is daarmee 10.000 keer sterker dan azijnzuur.
Enolen zijn metastabiele speciës en tautomeriseren naar hun stabielere carbonylvariant (keto-enoltautomerie). De gedeprotoneerde varianten, de enolaten, zijn reactieve verbindingen die in talrijke reacties worden aangewend, zoals de Claisen-condensatie en de aldol-reactie.

### Thiolen en selenolen
Thiolen bezitten een hogere aciditeit doordat de binding tussen zwavel en waterstof langer en zwakker is. Ter vergelijking: de pKa van ethaanthiol bedraagt 12, tegenover 16 voor ethanol.
Eenzelfde redenering kan worden verdergezet voor de selenolen, waarin de bindingslengte tussen seleen en waterstof nog langer is. Zo bedraagt de pKa van methaanselenol (CH3SeH) 5,2. Ter vergelijking: die van methaanthiol (CH3SH) bedraagt 8,3 en die van methanol (CH3OH) bedraagt 15,5. Methaanselenol is daarmee net iets minder zuur dan zuiver azijnzuur.

### Zwavelzuuresters en sulfonzuren
De esters van zwavelzuur en de sulfonzuren bezitten een vergelijkbare zuursterkte als zwavelzuur (pKa = -3,9). Een langere alkylgroep stabiliseert daarbij de ontstane negatieve lading. Een veelgebruikt sulfonzuur is p-tolueensulfonzuur, met een pKa van 0,7. Hierbij is de aanwezigheid van een benzeenring oorzaak van de grote zuursterkte. p-tolueensulfonzuur wordt daarom ook wel het zwavelzuur van de organische chemie genoemd.

### Fosforzuuresters en fosfonzuren
Net als de zwavelzure esters bestaan er ook esters van fosforzuur. Organische derivaten ervan worden fosfonzuren genoemd en hebben tal van gemeenschappelijke kenmerken met de sulfonzuren. Het zijn ook sterke zuren.

### Zure C-H-bindingen
Ook gewone koolwaterstoffen kunnen zich gedragen als zuur. Hierbij is het voorkomen van heteroatomen of elektronenzuigende groepen met dubbele of drievoudige bindingen een belangrijke voorwaarde. Zo bedraagt de pKa van een waterstof van de methyleengroep tussen twee carbonylgroepen 11. Dit is zuurder dan water (pKa = 15,9). Een ander voorbeeld is ethyn, dat een pKa van 25 bezit. Etheen bezit een pKa van 35. Een extremer voorbeeld is nitromethaan: de pKa van het alfa-waterstof is gelijk aan 10. De oorzaak ligt in de stabilisatie van de negatieve lading in de nitrogroep. De pKa van nitrocyclopentadieen bedraagt 3,3: hier is het ontstaan van een cyclopentadienyl-anion met aromatisch karakter de oorzaak van de hoge zuursterkte.

## Overzicht van enkele organische zuren
Onderstaande tabel geeft een overzicht van een aantal veelvoorkomende organische zuren:
| Organisch zuur        | Brutoformule | Stofklasse                        | Zure groep    | pKa-waarde bij 25°C |
| --------------------- | ------------ | --------------------------------- | ------------- | ------------------- |
| azijnzuur             | CH3COOH      | carbonzuur                        | COOH-groep    | 4,75                |
| trifluorazijnzuur     | CF3COOH      | gehalogeneerd carbonzuur          | COOH-groep    | 0,23                |
| benzoëzuur            | C6H5COOH     | aromatisch carbonzuur             | COOH-groep    | 4,2                 |
| ethanol               | C2H5OH       | alkanol                           | OH-groep      | 16                  |
| fenol                 | C6H5OH       | aromatisch alcohol                | OH-groep      | 9,9                 |
| picrinezuur           | C6H2OH(NO2)3 | gesubstitueerd aromatisch alcohol | OH-groep      | 0,38                |
| ascorbinezuur         | C6H8O6       | enol                              | OH-groep      | 4,2                 |
| ethaanthiol           | C2H5SH       | thiol                             | SH-groep      | 12                  |
| natriumdodecylsulfaat | C12H25OSO3Na | zwavelzuurester (als zout)        | SO3H-groep    | -0,09               |
| p-tolueensulfonzuur   | C7H7SO3H     | sulfonzuur                        | SO3H-groep    | 0,7                 |
| adenosinemonofosfaat  | C10H14N5O7P  | fosforzuurester                   | PO(OH)2-groep | 3,3                 |
| methylfosfonzuur      | CH3PO(OH)2   | fosfonzuur                        | PO(OH)2-groep | 2,35                |
| ethyn                 | C2H2         | alkyn                             | CH-groep      | 25                  |
| nitroethaan           | C2H5NO2      | nitroalkaan                       | CH-groep      | 8,6                 |
| acetylaceton          | C5H8O2       | 1,3-diketon                       | CH-groep      | 9                   |